# 歐伯山
18°47′N 150°24′E / 18.79°N 150.4°E

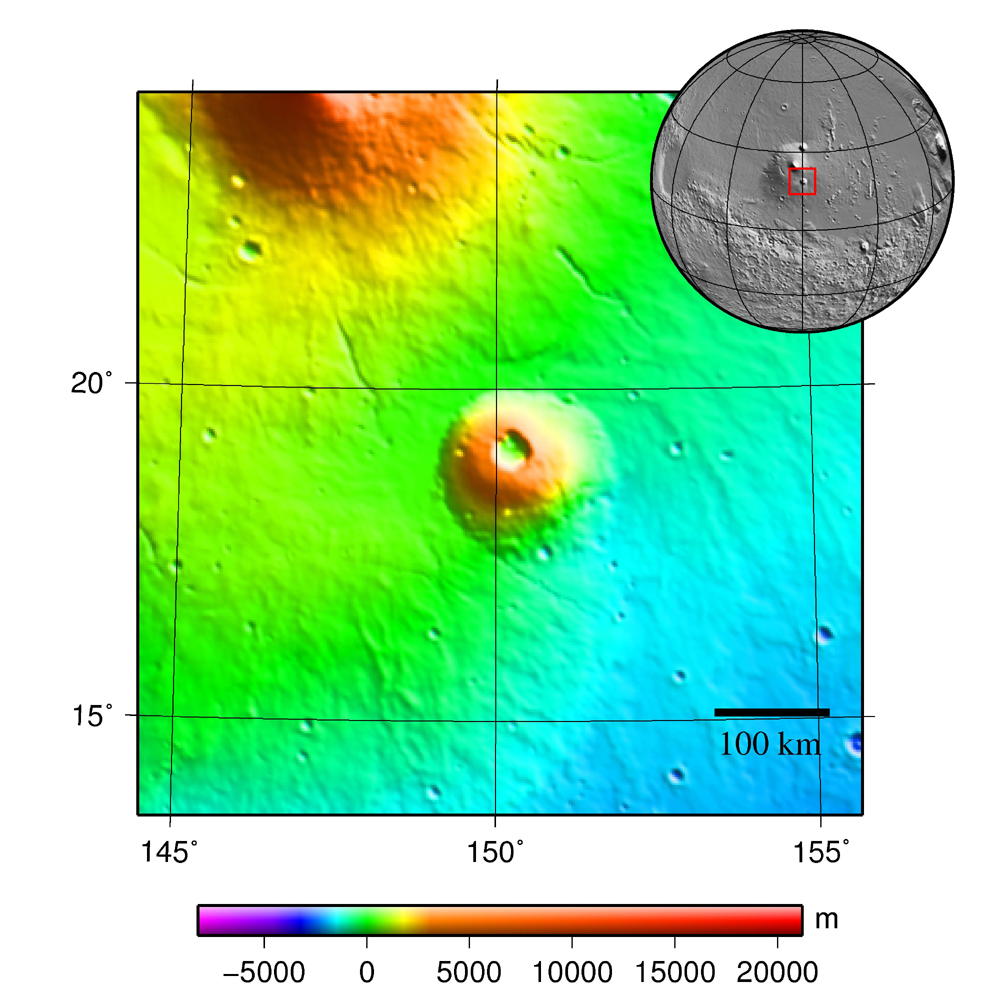
高空攝影拍到的歐伯山

歐伯山（Albor Tholus）一座在火星上的埃律西昂的死火山，就在赫卡特斯山和埃律西昂山附近，高4.5公里而寬170公里，它的破火山口有30公里寬、3公里深，這跟地球的火山比起來算是不尋常的深，根據火星快車號探測的結果顯示埃律西昂的火山以前有很長一段時間是屬於活躍狀態。